# 吹瓶

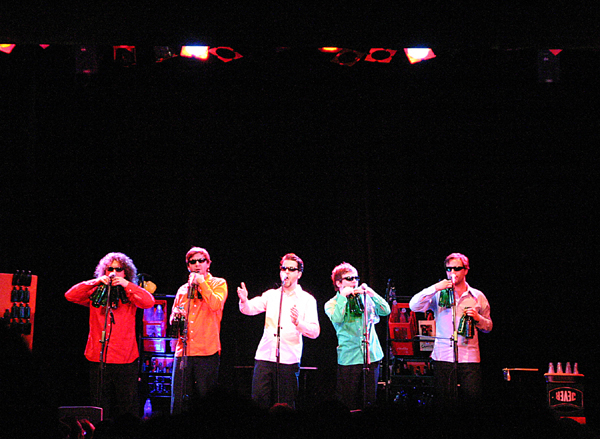
一個德國音樂團體GlasBlasSing Quintett正在用吹瓶表演

吹瓶是一种乐器，当人們在瓶口吹气时，会有声音產生。
吹瓶通过振动的空气柱产生声音。 人們可以通过向瓶子中加水或沙子来调整瓶子。
有些吹瓶，如音乐壶，會被民间音乐的表演者使用。在General MIDI规范中，吹瓶被分配到音符号76（或77，用于从1开始的编号）。